# Кэттралл, Боб
Роберт Льюис (Боб) Кэттралл (англ. Robert Lewis (Bob) Cattrall, 7 октября 1957, Брейнтри, Эссекс, Англия, Великобритания) — британский хоккеист (хоккей на траве), полевой игрок. Бронзовый призёр летних Олимпийских игр 1984 года.

## Биография
Боб Кэттралл родился 7 октября 1957 года в британском городе Брейнтри в Англии.
Учился в школе Фелстед.
Играл в хоккей на траве за «Саутгейт» из Лондона.
В 1984 году вошёл в состав сборной Великобритании по хоккею на траве на летних Олимпийских играх в Лос-Анджелесе и завоевал бронзовую медаль. Играл в поле, провёл 5 матчей, забил 2 мяча (по одному в ворота сборных Новой Зеландии и Нидерландов).